# Nobutoshi Kaneda
Nobutoshi Kaneda (jap. 金田 喜稔, Kaneda Nobutoshi; * 16. Februar 1958 in der Präfektur Hiroshima) ist ein ehemaliger japanischer Fußballspieler.

## Nationalmannschaft
1977 debütierte Kaneda für die japanische Fußballnationalmannschaft. Kaneda bestritt 58 Länderspiele und erzielte dabei sechs Tore.

## Errungene Titel
- Japan Soccer League: 1988/89, 1989/90
- Kaiserpokal: 1983, 1985, 1988, 1989

## Persönliche Auszeichnungen
- Japan Soccer League Best Eleven: 1983